# وهيب بتديني
وهيب بتديني (1929 - 2011) هو فنان تشكيلي لبناني، من مواليد بلدة كفرنبرخ، حاصل على شهادة الماجستير في الرسم والتصوير الجداري من معهد سوريكوف في موسكو عام 1966، شغل مهمة أستاذ ورئيس قسم في معهد الفنون الجميلة في الجامعة اللبنانية من العام 1967 الى العام 1988، كتب العديد من المقالات في الفن التشكيلي والنقد الفن، له تصاميم وتماثيل لشخصيات معروفة من الحجر والبرونز، له أكثر من 50 معرضًا فنيًا في لبنان وخارجها،.

## المعارض والتصاميم
اقام ما يقارب 30 معرضاً في لبنان من عام 1967 الى 2004، وصمم وأشرف على بناء الشعلة الدائمة في قصر بيت الدين عام 1985، وأشرف على صنع تمثال الأمير فخر الدين في إيطاليا 1974، وشارك في معارض عالمية آخرها كان في نيويورك في عام 2008 وله 1000 لوحة تتفاوت بين الزيتية والمائية والباستيل.

## عضوية
- عضو في جمعية الفنانين اللبنانيين.
- عضو في اتحاد الفنانين التشكيليين العرب.
- عضو في دار الفن والأدب.[5][3]

## الجوائز
- حاصل على جائزة سعيد عقل الأولى عام 1970.
- حاصل على جائزة سعيد عقل الثانية لعام 2003.